# 200 mètres dos masculin aux championnats du monde de natation 2024
Cet article traite de l'épreuve masculine. Pour la compétition féminine, voir 200 mètres dos féminin aux championnats du monde de natation 2024.
Le 200 mètres dos masculin est une épreuve de natation sportive des championnats du monde de natation 2024. Elle a lieu les 15 et 16 février 2024 à Doha au Qatar.

## Records
Avant cette compétition, les records dans cette discipline étaient :
| Record du monde       | 1 min 51 s 92 | Aaron Peirsol | 31 juillet 2009 | Rome, Italie |
| Record du championnat | 1 min 51 s 92 | Aaron Peirsol | 31 juillet 2009 | Rome, Italie |

## Résultats détaillés
Les 16 meilleurs temps se qualifient pour les demi-finales (Q), puis les 8 meilleurs demi-finalistes passent en finale (F).

### Séries
| Rang | Série | Ligne | Nageur                | Pays             | Temps        | Commentaire  |
| ---- | ----- | ----- | --------------------- | ---------------- | ------------ | ------------ |
| 1    | 2     | 3     | Apostolos Siskos      | Grèce            | 1:56.64      | Q            |
| 2    | 4     | 7     | Kai van Westering     | Pays-Bas         | 1:57.29      | Q            |
| 3    | 2     | 5     | Pieter Coetze         | Afrique du Sud   | 1:57.90      | Q            |
| 4    | 4     | 4     | Roman Mityukov        | Suisse           | 1:58.03      | Q            |
| 5    | 2     | 2     | Ádám Telegdy          | Hongrie          | 1:58.07      | Q            |
| 6    | 3     | 3     | Ksawery Masiuk        | Pologne          | 1:58.20      | Q            |
| 7    | 4     | 6     | Luke Greenbank        | Royaume-Uni      | 1:58.23      | Q            |
| 8    | 3     | 4     | Bradley Woodward      | Australie        | 1:58.26      | Q            |
| 9    | 3     | 5     | Lee Ju-ho             | Corée du Sud     | 1:58.29      | Q            |
| 10   | 2     | 7     | Lukas Märtens         | Allemagne        | 1:58.45      | Q            |
| 11   | 4     | 5     | Jack Aikins           | États-Unis       | 1:58.50      | Q            |
| 12   | 3     | 6     | Brodie Williams       | Royaume-Uni      | 1:58.72      | Q            |
| 13   | 3     | 7     | Osamu Kato            | Japon            | 1:58.82      | Q            |
| 14   | 4     | 3     | Hugo González         | Espagne          | 1:59.00      | Q            |
| 15   | 3     | 1     | Raben Dommann         | Canada           | 1:59.10      | Q            |
| 16   | 4     | 1     | John Shortt           | Irlande          | 1:59.27      | Q            |
| 17   | 2     | 1     | Yeziel Morales        | Porto Rico       | 1:59.38      |              |
| 18   | 4     | 8     | Kaloyan Levterov      | Bulgarie         | 1:59.42      |              |
| 19   | 2     | 6     | Lorenzo Mora          | Italie           | 1:59.80      |              |
| 20   | 3     | 0     | Ziyad Ahmed           | Soudan           | 2:00.53      |              |
| 21   | 2     | 8     | Erikas Grigaitis      | Lituanie         | 2:01.32      |              |
| 22   | 1     | 5     | Yegor Popov           | Kazakhstan       | 2:01.61      |              |
| 23   | 2     | 4     | Oleksandr Zheltyakov  | Ukraine          | 2:01.81      |              |
| 24   | 1     | 4     | Denis-Laurean Popescu | Roumanie         | 2:02.05      |              |
| 25   | 3     | 8     | Primož Šenica         | Slovénie         | 2:04.11      |              |
| 26   | 4     | 9     | Denilson Cyprianos    | Zimbabwe         | 2:04.70      |              |
| 27   | 2     | 9     | Farrel Tangkas        | Indonésie        | 2:05.49      |              |
| 28   | 4     | 0     | Patrick Groters       | Aruba            | 2:06.10      |              |
| 29   | 3     | 9     | Diego Camacho Salgado | Mexique          | 2:07.00      |              |
| 30   | 1     | 3     | Alexis Kpadé          | Bénin            | 2:07.25      |              |
| 31   | 1     | 6     | Ahmad Safie           | Liban            | 2:08.37      |              |
| 32   | 2     | 0     | Trần Hưng Nguyên      | Viêt Nam         | 2:08.71      |              |
| 33   | 1     | 2     | Zeke Chan             | Brunei           | 2:12.94      |              |
| —    | 3     | 2     | Apostolos Christou    | Grèce            | Non partants | Non partants |
| —    | 4     | 2     | Andrew Jeffcoat       | Nouvelle-Zélande | Non partants | Non partants |

### Demi-finales
| Rang | Série | Ligne | Nageur            | Pays           | Temps   | Commentaire |
| ---- | ----- | ----- | ----------------- | -------------- | ------- | ----------- |
| 1    | 2     | 7     | Jack Aikins       | États-Unis     | 1:56.32 | F           |
| 2    | 1     | 1     | Hugo González     | Espagne        | 1:56.38 | Q           |
| 3    | 2     | 2     | Lee Ju-ho         | Corée du Sud   | 1:56.40 | F           |
| 4    | 2     | 3     | Ádám Telegdy      | Hongrie        | 1:56.65 | F           |
| 5    | 1     | 5     | Roman Mityukov    | Suisse         | 1:56.72 | F           |
| 6    | 2     | 4     | Apostolos Siskos  | Grèce          | 1:56.82 | F           |
| 7    | 1     | 4     | Kai van Westering | Pays-Bas       | 1:56.91 | F           |
| 8    | 2     | 5     | Pieter Coetze     | Afrique du Sud | 1:57.07 | F           |
| 9    | 2     | 6     | Luke Greenbank    | Royaume-Uni    | 1:57.29 |             |
| 10   | 1     | 3     | Ksawery Masiuk    | Pologne        | 1:57.48 |             |
| 11   | 1     | 6     | Bradley Woodward  | Australie      | 1:57.58 |             |
| 12   | 1     | 7     | Brodie Williams   | Royaume-Uni    | 1:58.23 |             |
| 13   | 1     | 2     | Lukas Märtens     | Allemagne      | 1:58.24 |             |
| 14   | 1     | 8     | John Shortt       | Irlande        | 1:58.47 |             |
| 15   | 2     | 1     | Osamu Kato        | Japon          | 1:58.97 |             |
| 16   | 2     | 8     | Raben Dommann     | Canada         | 2:00.75 |             |

### Finale
| Rang               | Ligne | Nageur            | Pays           | Temps         | Commentaire |
| ------------------ | ----- | ----------------- | -------------- | ------------- | ----------- |
| Médaille d'or      | 5     | Hugo González     | Espagne        | 1 min 55 s 30 |             |
| Médaille d'argent  | 2     | Roman Mityukov    | Suisse         | 1 min 55 s 40 |             |
| Médaille de bronze | 8     | Pieter Coetze     | Afrique du Sud | 1 min 55 s 99 |             |
| 4                  | 4     | Jack Aikins       | États-Unis     | 1 min 56 s 21 |             |
| 5                  | 3     | Lee Ju-ho         | Corée du Sud   | 1 min 56 s 38 |             |
| 6                  | 7     | Apostolos Siskos  | Grèce          | 1 min 56 s 64 |             |
| 7                  | 6     | Ádám Telegdy      | Hongrie        | 1 min 56 s 66 |             |
| 8                  | 1     | Kai van Westering | Pays-Bas       | 1 min 57 s 19 |             |